# Tiago Araújo
Pour les articles homonymes, voir Araújo (homonymie).
Tiago Araújo, né le 27 mars 2001 à Vila do Conde au Portugal, est un footballeur portugais qui joue au poste d'arrière gauche à La Gantoise.

## Biographie

### En club
Né à Vila do Conde au Portugal, Tiago Araújo commence le football au EF Macieira da Maia puis joue au CB Póvoa Lanhoso avant d'être formé par le Benfica Lisbonne à partir de 2013. Le 4 avril 2019, Araújo signe son nouveau contrat avec Benfica.
Le 21 novembre 2020, Araújo joue son premier match avec l'équipe première de Benfica, lors d'une rencontre de coupe du Portugal face à l'USC Paredes. Il entre en jeu à la place de Gonçalo Ramos et son équipe s'impose par un but à zéro.
Le 17 août 2021, Tiago Araújo rejoint le FC Arouca sous la forme d'un prêt d'une saison,.
C'est avec ce club qu'il découvre la première division portugaise, jouant son premier match sous ses nouvelles couleurs dans cette compétition, le 20 août 2021 face au FC Famalicão. Il entre en jeu à la place de Arsénio Nunes (en) et son équipe l'emporte par deux buts à un.
Le 2 juillet 2022, Tiago Araújo s'engage librement avec le GD Estoril-Praia. Il signe un contrat courant jusqu'en juin 2025.
Le 24 août 2024, Tiago Araújo rejoint la Belgique en signant en faveur du KAA La Gantoise pour un contrat de quatre ans, soit jusqu'en juin 2028.

### En sélection
Il représente l'équipe du Portugal des moins de 18 ans, sélection avec laquelle il joue un total de six matchs, tous en 2019.
Tiago Araújo joue son premier match avec l'équipe du Portugal espoirs le 16 novembre 2021 contre Chypre. Il entre en jeu à la place de Nuno Tavares lors de cette rencontre remportée largement par son équipe par six buts à zéro.